# Hober Mallow
Hober Mallow è un personaggio del Ciclo della Fondazione dello scrittore di fantascienza Isaac Asimov. È il protagonista di "I principi mercanti", il racconto che chiude il primo libro del ciclo (Fondazione, noto in Italia anche come Cronache della Galassia).

## Biografia
Originario di Smyrno, uno dei Quattro Regni che confinano con Terminus, Mallow è il Capo dei Mercanti della Fondazione e pilota dell'astronave Far Star. Viene inviato in missione su Korell per scoprire il destino di alcune navi della Fondazione perse in quel settore e ad investigare la possibilità che Korell abbia sviluppato una tecnologia nucleare.
Appena Mallow atterra sul pianeta centrale del Sistema, un missionario della Fondazione cerca protezione a bordo della Far Star. Una folla di Korelliani attende il religioso fuori della nave e chiede che venga consegnato per processarlo. Mallow, sospettando un inganno, lo consegna di buon grado e prosegue la sua missione, aprendo il commercio con il Commodoro di Korell. Mallow ne trae grande profitto personale e diviene uno degli uomini più ricchi di Terminus. Nel corso delle discussioni di affari, scopre che i Korelliani hanno effettivamente accesso alla tecnologia nucleare tramite l'Impero, tuttavia Mallow decide di scoprire da chi e come l'energia sia effettivamente prodotta.
Mallow atterra sul pianeta di Siwenna, una provincia periferica dell'Impero. Parlando con un tecnico della centrale atomica locale, scopre che questi in realtà non ha una idea precisa del funzionamento dei macchinari che gli sono assegnati: sa come mantenerli in funzione, ma è convinto che non si rompano mai e si rifiuta di rispondere quando Mallow gli chiede se, in caso di malfunzionamento o sabotaggio, sarebbe in grado di ripararli. Questa è la prova che è impossibile che l'Impero abbia fornito generatori atomici a Korell, perché i suoi scienziati e tecnici sono semplicemente incapaci di costruirli; e per questo inoltre il tecnico di Korell, che ha studiato a Trantor, è così ignorante sul vero funzionamento dei generatori. Ciò che Korell sta facendo è utilizzare i generatori che ancora possiede in quanto ex-provincia dell'Impero, ma molto presto anche questi smetteranno di funzionare e quando questo accadrà non ci sarà nessuno capace di sostituirli, a parte la Fondazione stessa.
Quando fa ritorno a Terminus, Mallow è accusato di tradimento per non aver diffuso la pseudo-religione della Fondazione e per aver consentito che un missionario della Fondazione fosse ucciso, ma riesce a vincere il processo dimostrando da un lato che tutta la faccenda era stata organizzata da Sutt, che così riceve una pesante sconfitta mediatica, dall'altra dimostra che il missionario era in realtà un membro della Polizia Segreta di Korell. Sull'onda della pubblicità che ne deriva, Mallow vince l'elezione a Sindaco di Terminus. Durante il suo mandato, si trova ad affrontare la nuova Crisi Seldon, che stavolta consiste nel rischio di guerra con Korell. La soluzione di Mallow è far sì che, prima che la guerra inizi, l'economia Korelliana diventi totalmente dipendente dal commercio con Terminus, trasferendo il potere e l'influenza della Fondazione dal mondo religioso a quello economico. Durante il suo mandato, infatti, Mallow ha dato il via a una politica di aiuto economico verso Korell, aiuto che con lo scoppio della guerra si interromperà, generando sul pianeta una crisi economica che porterà a una nuova vittoria per la Fondazione. Prima che questo accada, tenta un'ultima volta di riconciliarsi con Sutt, che però, credendo di poter ancora sconfiggere Mallow grazie alla propria influenza sul clero, rifiuta di collaborare e, quindi, viene arrestato. Così Mallow dà inizio al processo che da un lato porterà alla sconfitta di Korell, grazie al controllo economico esercitato su esso dalla Fondazione, e dall'altro porterà alla sconfitta definitiva di Sutt e alla fine del potere del clero, grazie al controllo che Mallow esercita sull'economia della Fondazione stessa.
Nei secoli successivi, Mallow viene ricordato come il primo dei Principi Mercanti e come eroe del mito di Terminus. Ad un incrociatore da battaglia della Fondazione viene dato il suo nome e la nave di Golan Trevize all'inizio del quarto romanzo L'orlo della Fondazione si chiama proprio Far Star.